# Patrick Born
Patrick Born (født 9. juli 1994) er en dansk tidligere fodboldspiller.

## Baggrund
Han er opvokset i Toftlund i Sønderjylland.

## Karriere
Han rykkede i sommeren 2013 op i førsteholdstruppen i SønderjyskE. Han fik ingen officielle kampe for klubbens førstehold i sit ene år i førsteholdstruppen, blandt andet grundet en rygskade.
Det blev offentliggjort den 30. juli 2014, at Born havde skrevet under på en kontrakt med Middelfart for resten af 2014. Den 18. december 2015 forlængede han sin kontrakt frem til 31. december 2016.
Den 16. december 2016 offentliggjorde Middelfart, at parterne ikke kunne blive enige om en forlængelse af aftalen, hvorfor Born forlod klubben to år efter sin ankomst.
I februar 2017 skiftede Born atter tilbage til SønderjyskE, hvor han skrev under på en deltidskontrakt af et halvt års varighed. Kontrakten blev forlænget i juni 2018. Den 4. januar 2018 stoppede Born sin aktive karriere. Han ville i stedet satse på en karriere som fysioterapeut, hvorindenfor han netop var færdiguddannet.
I 2022 blev Born husleder i Fit&Sund Kolding.